# Barren megye (Kentucky)
Barren megye az Amerikai Egyesült Államokban, azon belül Kentucky államban található. Megyeszékhelye és legnagyobb városa Glasgow. Lakosainak száma 44 485 fő (2020. április 1.). Barren megye Edmonson, Allen, Metcalfe, Hart, Monroe és Warren megyékkel határos.

## Népesség
A megye népességének változása:
| Lakosok száma | 42 179 | 42 444 | 42 697 | 43 027 | 43 570 | 44 485 |
|               | 2010   | 2011   | 2012   | 2013   | 2015   | 2020   |